# Wohnhaus Breesener Straße 21 (Laage)

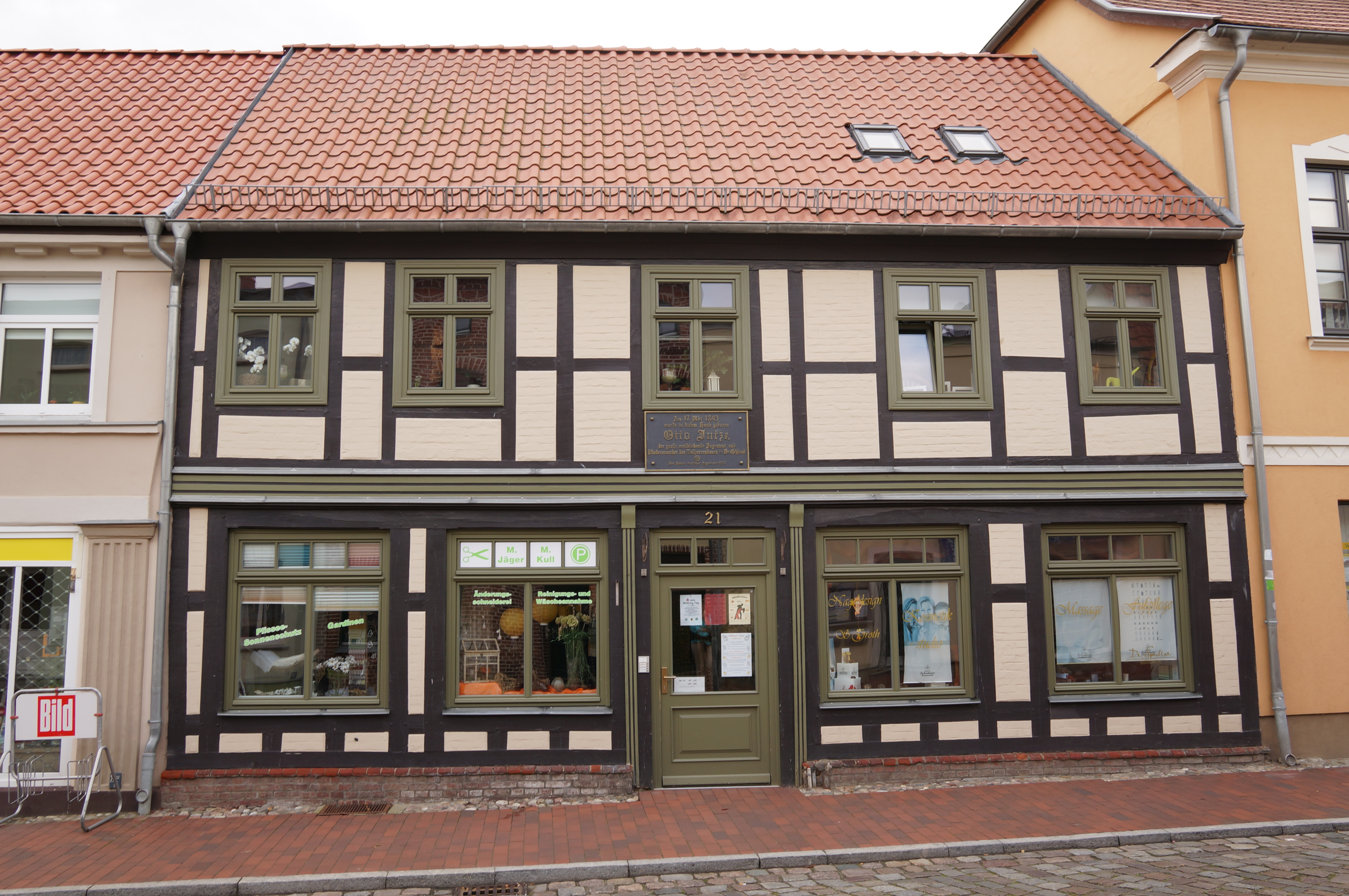

Das  Wohnhaus Breesener Straße 21 in Laage stammt vom Anfang des 19. Jahrhunderts.
Das Gebäude steht unter Denkmalschutz.

## Geschichte
Die 1216 erstmals erwähnte Stadt Laage im Landkreis Rostock in Mecklenburg-Vorpommern hat 6469 Einwohner (2019).
Das zweigeschossige Fachwerkhaus mit den verputzten Ausfachungen wurde im Rahmen der Städtebauförderung in den 1990er Jahren saniert und dient als Wohn- und Geschäftshaus. Es ist das Geburtshaus des Bauingenieurs für Wasserbau und Hochschullehrers Otto Intze (1843–1904), worauf eine Gedenktafel hinweist.